# Olympische Jugend-Sommerspiele 2010/Teilnehmer (Bermuda)
| Gelbes Symbol für Goldmedaillen mit stilisierten Olympischen Ringen | Graues Symbol für Silbermedaillen mit stilisierten Olympischen Ringen | Braundes Symbol für Bronzemedaillen mit stilisierten Olympischen Ringen |
| ------------------------------------------------------------------- | --------------------------------------------------------------------- | ----------------------------------------------------------------------- |
| —                                                                   | —                                                                     | —                                                                       |

Die Jugend-Olympiamannschaft aus Bermuda für die I. Olympischen Jugend-Sommerspiele vom 14. bis 26. August 2010 in Singapur bestand aus vier Athleten.

## Athleten nach Sportarten

### Leichtathletik
| Mädchen - Taylor Bean 1000 m: 25. Platz | Jungen - Jeneko Place 200 m: 5. Platz |

### Segeln
Jungen
- Owen Siese
Byte CII: 6. Platz

### Triathlon
Jungen
- Ryan Gunn
Einzel: 31. Platz